# کرنل فیشر

## مقدمه
روش‌های استخراج و استفاده از ویژگی‌های داده‌ها در حوزه تشخیص الگو و یادگیری ماشین اهمیت بسزایی دارند. یکی از این روش‌ها کرنل فیشر است. کرنل فیشر با بهره‌برداری از اطلاعات آماری از داده‌ها، قابلیت حصول اطلاعات بیشتر و بازنمایی بهتری را در الگوریتم‌های یادگیری ماشین فراهم می‌کند.

## مفهوم
یادگیری ماشین در ابتدا بر توجه به ویژگی‌ها و خصوصیات داده‌ها تمرکز می‌کرد. اما با پیشرفت روزافزون تکنولوژی و افزایش داده‌های موجود، استفاده از اطلاعات آماری که همراه داده‌ها هستند، نیز به عنوان یک راهکار مهم مطرح شده است. در این راستا، کرنل فیشر نقش مهمی را در بحث استخراج و استفاده از اطلاعات آماری در الگوریتم‌های یادگیری ماشین ایفا می‌کند. کرنل فیشر در اصل برای حل مسائل تشخیص الگو و دسته‌بندی در تصاویر مطرح شده است. 
کرنل فیشر یک روش محاسباتی است که برای تبدیل داده‌های آماری به فضای ویژگی های بالابرده استفاده می‌شود. این روش در تمامی زمینه‌هایی که استفاده از داده‌های آماری به عنوان ورودی برای الگوریتم‌های یادگیری ماشین مورد استفاده قرار می‌گیرد. مفهوم اصلی کرنل فیشر برگرفته از تکنیک‌های پردازش تصویر است. این روش براساس اطلاعات آماری در داده‌ها، تفاوت‌ها و اهمیت‌های ویژگی‌ها را به دست می‌آورد. به طور خاص، کرنل فیشر برای مسائلی که دارای الگوهای پنهان هستند و لزوماً قابل مشاهده نیستند، بسیار مؤثر است. برخلاف روش‌های معمول استخراج ویژگی که بر پیکسل‌های تصویر تمرکز می‌کنند، کرنل فیشر ویژگی‌های کلیت را استخراج می‌کند که اطلاعات مهم درباره تفاوت‌ها و توزیع داده‌ها را به دست می‌آورد. این ویژگی‌ها به عنوان نگاشتی از داده‌های اولیه به فضای بالابرده استفاده می‌شوند که الگوریتم‌های یادگیری ماشین قابلیت بررسی و استفاده از آن‌ها را دارند. تکنیک کرنل فیشر به دلیل قدرتش در تبدیل داده‌های غیرخطی به فضای ویژگی‌های خطی، در بسیاری از مسائل به عنوان یک روش کارآمد در یادگیری ماشین مورد استفاده قرار می‌گیرد. برای بهره‌برداری کامل از قدرت این روش، پارامترهای مختلفی مانند تابع کرنل و اندازه نمونه‌ها باید به درستی تنظیم شوند.
به طور کلی این روش، با بهره‌برداری از اطلاعات آماری نسبت به نمونه‌های آموزشی و تحلیل آنها، به نمونه‌های آزمون نمونه‌برداری می‌کند و سپس با تطبیق این نمونه‌ها با نمونه‌های آموزشی، به دسته‌بندی بهتری می‌رسد.

## کاربردها
فیشر کرنل در بسیاری از زمینه‌هایی از جمله بینایی ماشین، پردازش تصویر، بافت‌شناسی و رده‌بندی داده‌ها استفاده می‌شود. یکی از کاربردهای مهم فیشر کرنل در تطبیق تصویر است. برای مثال، در تطبیق تصاویر چهره، فیشر کرنل می‌تواند به ما در تشخیص چهره‌های مشابه در تصاویر مختلف کمک کند. همچنین، در دسته‌بندی داده‌ها نیز فیشر کرنل به‌خوبی عمل می‌کند و می‌تواند داده‌ها را بر اساس شباهت و ویژگی‌های مشترک آن‌ها به دسته‌بندهای مناسب تقسیم کند.
کرنل فیشر در تشخیص گفتار نیز مورد استفاده قرار می‌گیرد. با استفاده از این روش می‌توان بردارهای ویژگی با اطلاعات آماری از سیگنال‌های گفتاری استخراج کرده و با الگوریتم‌های مختلف، مثل شبکه‌های عصبی، گفتار را تشخیص داد. همچنین کرنل فیشر به خوبی در تحلیل توالی‌ها نیز عملکرد خوبی دارد. با استفاده از این روش می‌توان به صورت موثری توالی‌های زمانی، مثل دنباله‌های DNA یا حرکت‌های متوالی در ویدئو‌ها را تحلیل کرد و الگوهای مخفی و ویژگی‌های منحصر به فرد را شناسایی کرد. این روش در حوزهٔ تحلیل آماری و پردازش سیگنال با توجه به اطلاعاتی که در برابر داده‌ها به دست می‌آورد، می‌تواند به ما در تشخیص و تحلیل داده‌ها کمک کند. در صنعت هوش مصنوعی و یادگیری ماشین نیز، فیشر کرنل به عنوان یک روش قوی در بسیاری از برنامه‌ها استفاده می‌شود.